# Odoje (przystanek kolejowy)
Odoje – przystanek osobowy w Odojach na linii kolejowej nr 223, w województwie warmińsko-mazurskim, w powiecie piskim, w Polsce.